# Секст Помпей (консул 14 года)
Секст Помпей (лат. Sextus Pompeius) — политический деятель эпохи ранней Римской империи.
Его отца звали Секст Помпей. В 14 году Помпей-младший занимал должность ординарного консула вместе с Секстом Аппулеем. Во время его консульства скончался император Октавиан Август. Аппулей стал одним из первых должностных лиц, кто присягнул новому государю Тиберию. В 20 году он отказался защищать Гнея Кальпурния Пизона, обвиняемого в убийстве Германика. В 21 году Помпей выступал против назначения Мания Эмилия Лепида проконсулом Азии, но тем не менее, сенат отправил его в эту провинцию. В 27—30 годах он находился на посту проконсула провинции Азия.
Помпей был известным покровителем литературы. Его друзьями были поэт Овидий (написавший ему несколько писем из ссылки в Томах) и писатель Валерий Максим, а также Германик.